# Kanajärvi
Kanajärvi är en sjö i Finland. Den ligger i kommunen Tammela i landskapet Egentliga Tavastland, i den södra delen av landet, 100 km nordväst om huvudstaden Helsingfors. Kanajärvi ligger 137,2 meter över havet. Arean är 2,06 kvadratkilometer och strandlinjen är 15,75 kilometer lång. Sjön  ingår i Kumo älvs huvudavrinningsområde.   I omgivningarna runt Kanajärvi växer i huvudsak barrskog. Den sträcker sig 1,6 kilometer i nord-sydlig riktning, och 2,6 kilometer i öst-västlig riktning.
I övrigt finns följande i Kanajärvi:
- Papinsaari (en ö)
- Sääksniemi (en ö)
- Pouta-Jussi (en ö)
- Mertasaaret (en ö)
- Haukkasaaret (en ö)